# パナケイアの手
『パナケイアの手』（パナケイアのて）は、松本救助による日本の漫画。現役女子高生外科医・生野いくみの活躍を描いた医療漫画で、『ヤングアニマル』（白泉社）にて、2013年（平成25年）に読切として掲載を重ね、2014年（平成26年）からシリーズ連載化され、2014年（平成25年）18号まで連載された。

## あらすじ
すべてを癒すとされる医療の女神であるパナケイア。その手を持つとまで称された世界最年少外科医の日本人の少女が、医療先進国アメリカにいた。しかし、さらなる活躍を誰もが期待していた中で、少女は突如として消息を絶つ。
1年後の日本、駆け出しの研修医・田宮は空腹で気を失いかけたところを、パン作りが趣味の女子高生・生野いくみに助けられる。自分は医者だと彼女に得意げに告げる田宮だったが、生野いくみこそがパナケイアの手を持つと称された天才少女であった。

## 登場人物
生野 いくみ（しょうの いくみ）
本作の主人公の16歳の少女。先天的に平均よりも顕著に高い能力を持つギフテッドで、世界最年少で外科医になる。反面、飛び級で進学し、大人に囲まれ医療に従事していたため、同年代の若者と接するのを苦手としている。
田宮 聖司（たみや せいじ）
本作のもう1人の主人公である26歳の関西出身の男性。外科医志望の研修医で、医者としてはまだまだだが、情に厚くいくみの相談にのることもしばしばある。

## 単行本
- 松本救助 『パナケイアの手』 白泉社〈ジェッツコミックス〉、全2巻
  1. 2014年5月29日発売 ISBN 978-4-592-14035-1
  2. 2015年1月29日発売 ISBN 978-4-592-14050-4